# Sullington
Sullington är en by i civil parish Storrington and Sullington, i distriktet Horsham, i grevskapet West Sussex i England. Byn är belägen 19 km från Horsham. Sullington var en civil parish fram till 2003 när blev den en del av Storrington & Sullington och Washington. Civil parish hade 1 354 invånare år 1961. Byn nämndes i Domedagsboken (Domesday Book) år 1086, och kallades då Semlintun/Sillintone.